# Wolves in Wolves' Clothing
(NOFX - 60% (Reprise) - Wolves in Wolves' Clothing)
Wolves in Wolves' Clothing è il decimo album in ordine cronologico della band punk NOFX pubblicato dalla Fat Wreck Chords nel 2006.
Sul sito ufficiale dell'etichetta è possibile ascoltare gratuitamente gli mp3 delle canzoni Seeing Double at the Triple Rock e 100 Times Fuckeder.

## Il disco
L'album presenta un nuovo "attacco" della band alla politica del Presidente degli Stati Uniti d'America George W. Bush. Ha raggiunto la posizione numero 46 nella classifica Billboard 200.

## Tracce
1. 60% - 2:25
2. USA-holes - 2:13
3. Seeing Double at the Triple Rock - 2:09 mp3
4. We March to the Beat of an Indifferent Drum - 2:38
5. The Marxist Brothers - 2:44
6. The Man I Killed - 1:18
7. Benny Got Blowed Up - 1:05
8. Leaving Jesusland - 2:54
9. Getting High on the Down Low - 1:13
10. Cool and Unusual Punishment - 2:05
11. Wolves in Wolves' Clothing - 1:57
12. Cantado En Español - 1:26
13. 100 Times Fuckeder - 1:57 mp3
14. Instant Crassic - 0:34
15. You Will Lose Faith - 2:31
16. One Celled Creature - 1:31
17. Doornails - 2:14
18. 60% (Reprise) - 1:54

## Formazione
- Fat Mike - basso e voce
- El Hefe - chitarra e voce
- Eric Melvin - chitarra e voce
- Erik Sandin - batteria